# Bellardia bayeri
Bellardia bayeri – gatunek muchówki z rodziny plujkowatych i podrodziny Calliphorinae.
Gatunek ten opisany został w 1937 roku przez D. Jacentkovskiego jako Onesia bayeri.
Niewielka muchówka o ciemnobrązowych kropkach w górnej części parafacialiów. Łuszeczka tułowiowa jest jasnobeżowa, równomiernie przyciemniona. Narządy rozrodcze samców są drobnych rozmiarów i wyróżniają się przysadkami odwłokowymi dłuższymi niż surstyli.
Owad palearktyczny, zawleczony też do północno-wschodniej części Ameryki Północnej. W Europie znany z Wielkiej Brytanii, Norwegii, Francji, Niemiec, Danii, Szwajcarii, Włoch, Polski, Rosji, Ukrainy, Rumunii i Bułgarii. Dalej na wschód notowany z Bliskiego Wschodu i wschodniej części Palearktyki.